# MicroSD
Micro SD са сменяеми флаш карти с памет, наследници на SD. Те са от 128МВ до 128GB.
SD е съкращение на Secure Digital. Обикновено се използват в клетъчни телефони, но също така и в ръчни GPS устройства, преносими медийни плеъри, цифрови аудио плеъри, USB флаш памет, дискове, както и за Nintendo DS, заедно с цифровите фотоапарати.
Той е най-малката карта с памет налична в търговската мрежа – 15 mm × 11 mm × 1 mm (около размера на нокът), тя е около една четвърт от размера на SD карта. Има адаптери, които позволяват microSD карта да се използва в устройства, предназначени за SD, miniSD, Memory Stick Duo и дори USB карти. Въпреки това, те не са универсално съвместими. TransFlash и microSD карти са едни и същи (всяка може да се използва в устройства, направени за другите). MicroSD добавя поддръжка за SDIO режим. MicroSD карти се предлагат в капацитети от 64 MB до 128 GB.
MicroSD първоначално е била създадена от SanDisk. Тя е била първоначално наричана T-Flash, а след това TransFlash, преди да бъде преименувана microSD. Други формати флаш карти, одобрени от SDA включват miniSD и SD карта. В началото microSD формат е на разположение в капацитети от 32, 64, и 128 MB. SanDisk представя 2 GB microSD карта през юли 2006 г.